# Anafază
Anafaza este una din fazele diviziunii celulare indirecte (mitoză). La începutul acestei faze, cele două cromatide ale fiecărui cromozom se separă în regiunea centromerului. O cromatoidă migrează spre un pol, iar cealaltă spre polul opus, astfel încât spre fiecare pol al celulei migrează câte un set diploid de cromozomi monocromatici.
Caracteristici:
- celula se află în stare tetraploidă (are 4 seturi de cromozomi);
- spre fiecare pol al celulei migrează câte două seturi de cromozomi monocromatidici;
- deplasarea cromatidelor (a cromozomilor monocromatidici) spre cei doi poli ai celulei se face pasiv, fără consum de energie, prin scurtarea fibrelor kinetocorale.

Anafaza este diviziunea celulară ce are loc în celulele somatice. Acestea sunt de doua feluri:
- celule diploide - cu cromozomi sub forma unui perete
- celule haploide - cu câte un singur set de cromozomi, materni sau paterni